# Henry Justice Ford
Henry Justice Ford (Londra, 1860 – 1941) è stato un artista inglese che ha operato dal 1886 fino ai tardi anni 1920. 
Noto anche come "H. J. Ford", o "Henry J. Ford", divenne celebre per le illustrazioni della collana dei Fairy Books, antologie di fiabe elaborate dallo scrittore Andrew Lang, che furono pubblicate in varie parti del globo tra gli anni '80 e '90 del XIX secolo, riscuotendo successo tra le giovani generazioni britanniche dell'epoca.

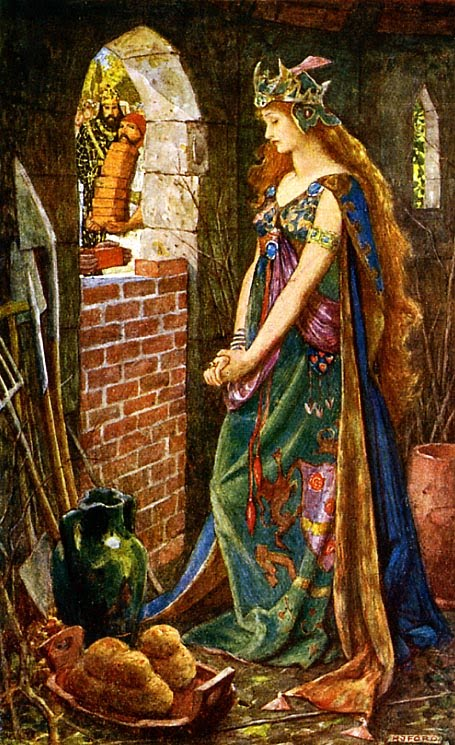
The Princess Imprisoned in the Summerhouse, rappresentazione di Ford della fiaba tratta dal Green Fairy Book, una delle antologie compilate da Andrew Lang.

## Biografia
Nacque da Katherine Mary Justice e dall'avvocato William Augustus Ford. Suo nonno si chiamava George Samuel Ford, ed era un noto commercialista specializzato in cambiali scontate. Molti membri della famiglia, erano giocatori di cricket, compreso suo padre, che scrisse anche numerosi articoli e saggi sull'argomento, mentre suo fratello Francis Ford (1866-1940), giocò per l'Inghilterra alcune partite delle Ashes, in Australia.
Studiò alla Repton School e al Clare College di Cambridge, dove ottenne il primo diploma di Classical Tripos nel 1882. Poi tornò a Londra per studiare alla Slade School of Fine Art, e in seguito alla Bushey School of Art. Qui ebbe come guida principale l'insegnante tedesco Hubert von Herkomer.
Nel 1892, Ford iniziò a esporre dipinti a soggetto storico e paesaggistico, alle mostre organizzate dalla Royal Academy of Arts. Tuttavia furono le sue illustrazioni per libri come The Arabian Nights Entertainments (Longmans, 1898), Kenilworth (T.C. & E.C. Jack, 1900), e A School History of England di Charles Robert Leslie Fletcher e Rudyard Kipling (Clarendon Press, 1911), che lo resero famoso e benestante.
All'età di 61 anni sposò una vedova di nome Emily Amelia Rose (coniugata al primo matrimonio Hoff), che aveva all'incirca trentacinque anni meno di lui. Il primo marito di ella finì ucciso nella battaglia di Neuve-Chapelle, nel marzo 1915. Dopo la registrazione del matrimonio civile, avvenuta presso l'ufficio dei registri di Kensington (Kensington and Chelsea Register Office, che a sede all'interno del municipio di Chelsea), nel febbraio 1921, Henry ed Emily Ford si stabilirono, per diversi anni, nello stesso quartiere londinese, precisamente in zona Bedford Gardens (Kensington). Nel 1927, la coppia adottò una bambina, June Mary Magdelene Ford. La donna seduta nel dipintoRemembering Happier Things di Henry Justice Ford, oggi presente presso la collezione della Russell-Cotes Art Gallery (a Bournemouth), ha una forte somiglianza con la moglie, Emily, che potrebbe verosimilmente aver posato come modella.
Henry Justice Ford, seguendo la passione famigliare del cricket, giocò in diverse partite con l'Allahakbarrie Cricket Club, fondato dal drammaturgo James Matthew Barrie. Questa conoscenza fruttò a Ford un'altra importante influenza culturale, donando a Barrie la famosa mappa dei Kensington Gardens, contribuì a renderli un luogo centrale delle sue opere letterarie, come in The Little White Bird. A Ford fu anche richiesto il disegnò progettato del costume di Peter Pan, indossato dall'attrice Nina Boucicault, quando l'opera di Barrie fu rappresentata per la prima volta nel 1904, a West End. Gli interessi variegati di Ford lo portarono in contatto e amicizia con molte figure famose del suo tempo, tra cui scrittori come Pelham Grenville Wodehouse, Arthur Conan Doyle e Alfred Edward Woodley Mason.

## Galleria d'immagini

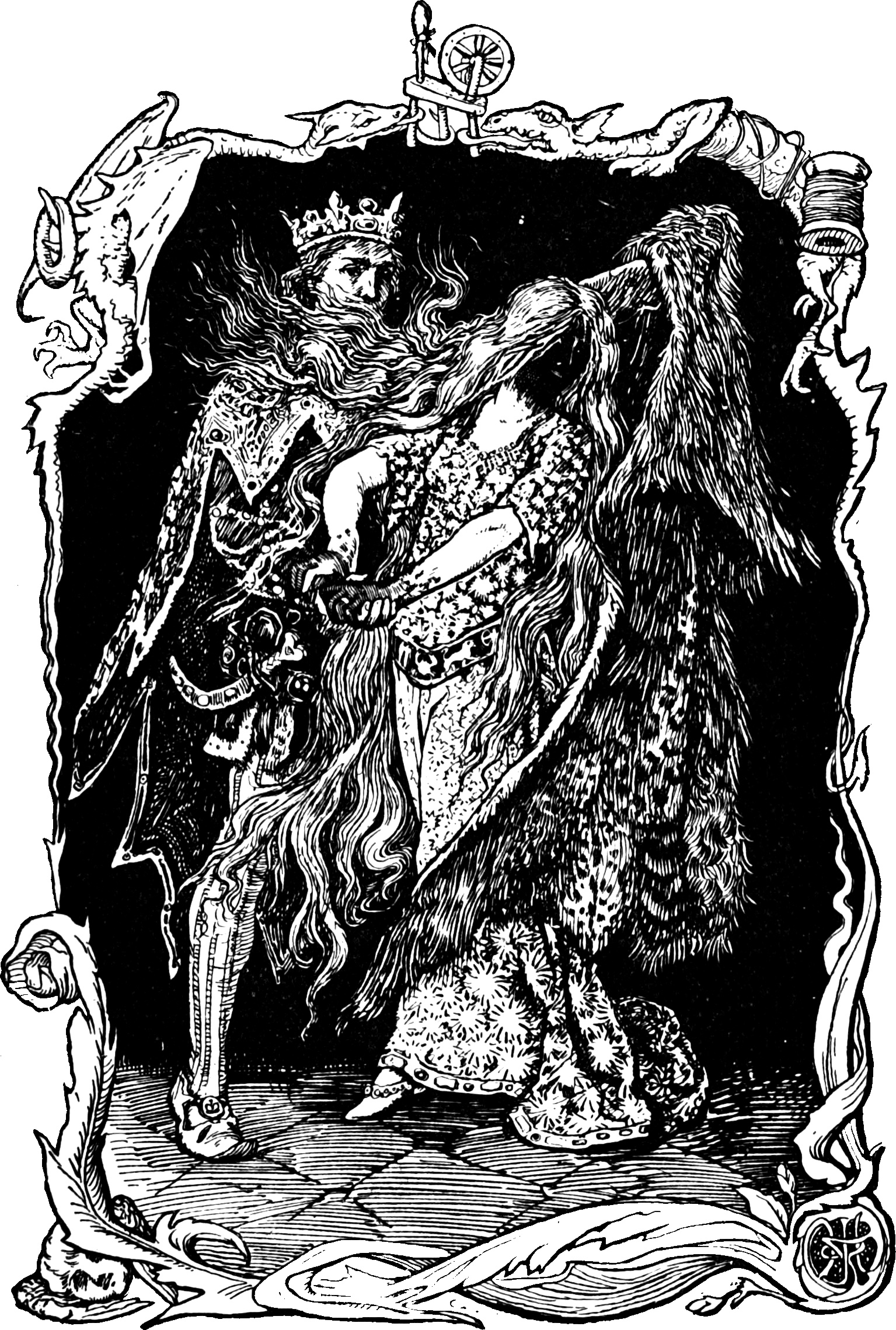
Allerleirauh, in The Green Fairy Book (1892).
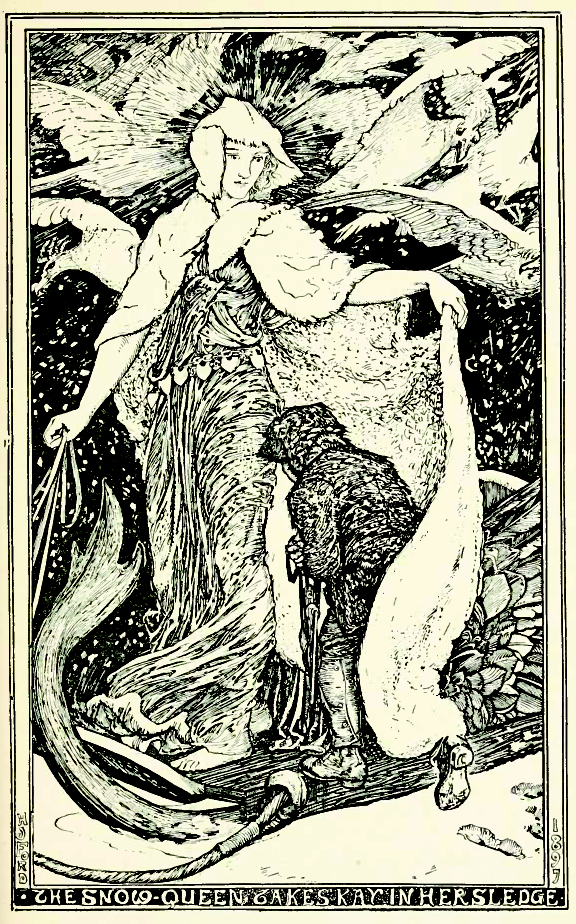
The Snow Queen takes Kay in her sledge, in The Pink Fairy Book (1897).
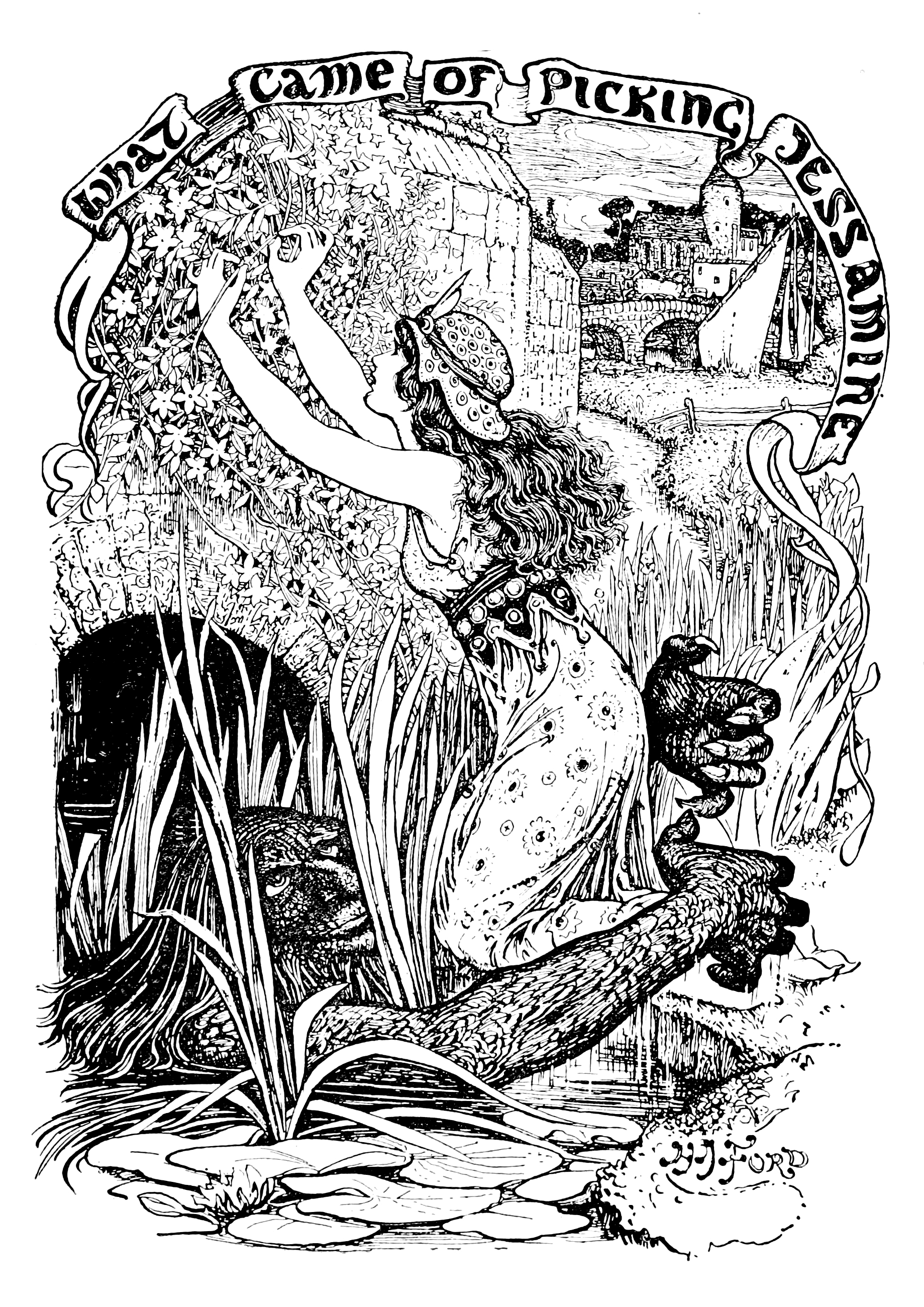
What Came of Picking Jessamine (fiaba portoghese), in The Grey Fairy Book (1900).
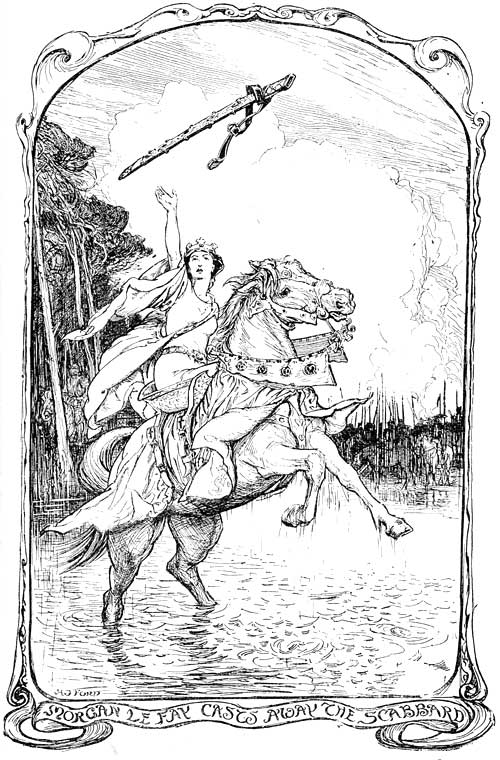
Morgan Casts Away Excalibur’s Scabbard, in King Arthur: The Tales of the Round Table (1902).
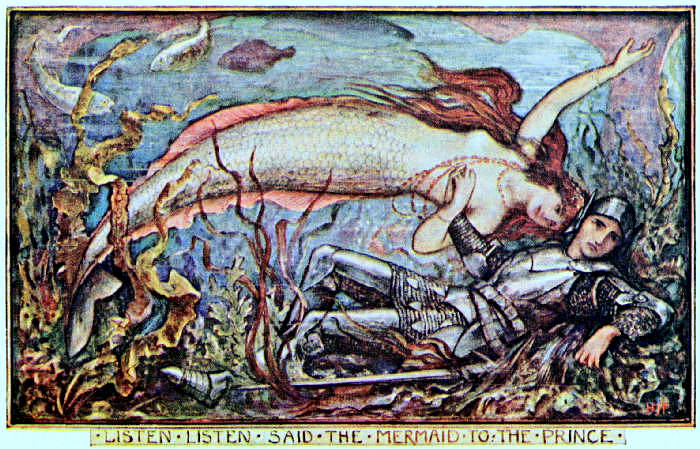
Listen listen, said the Mermaid to the Prince (fiaba lappone), in The Brown Fairy Book (1904).
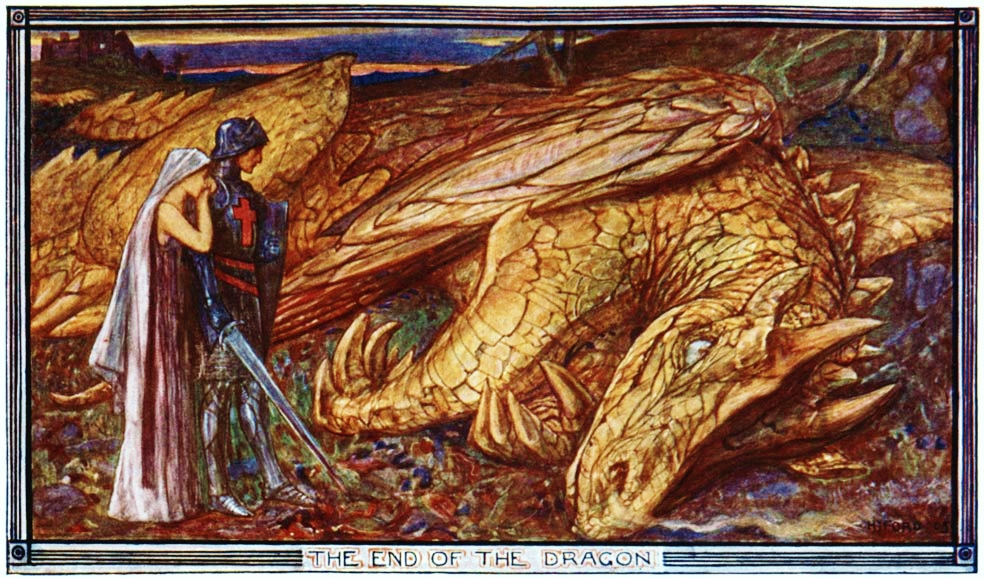
The End of the Dragon, in The Red Romance Book (1905).
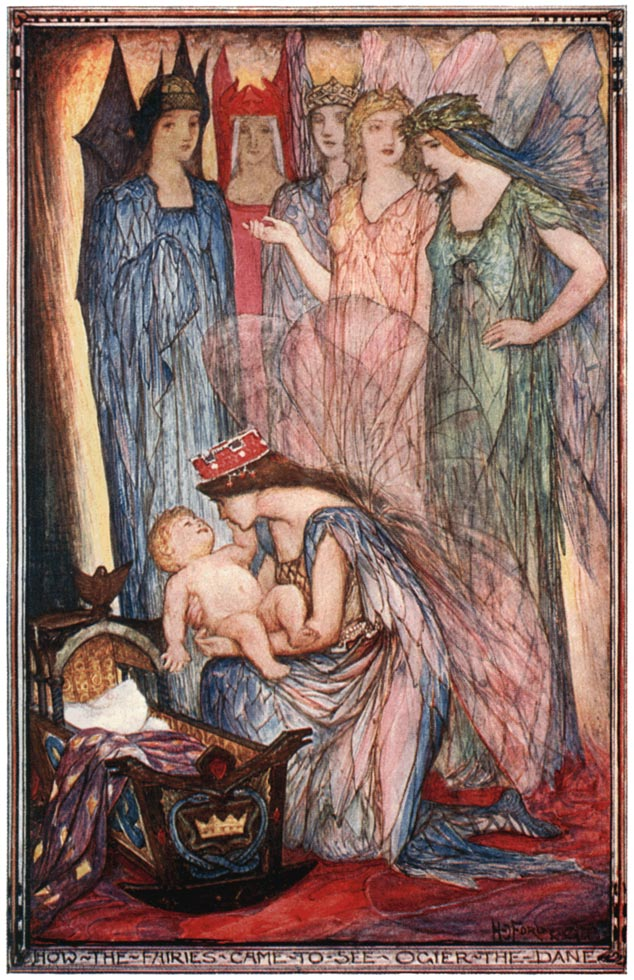
How the Fairies came to see Ogier the Dane, in The Red Romance Book (1905).
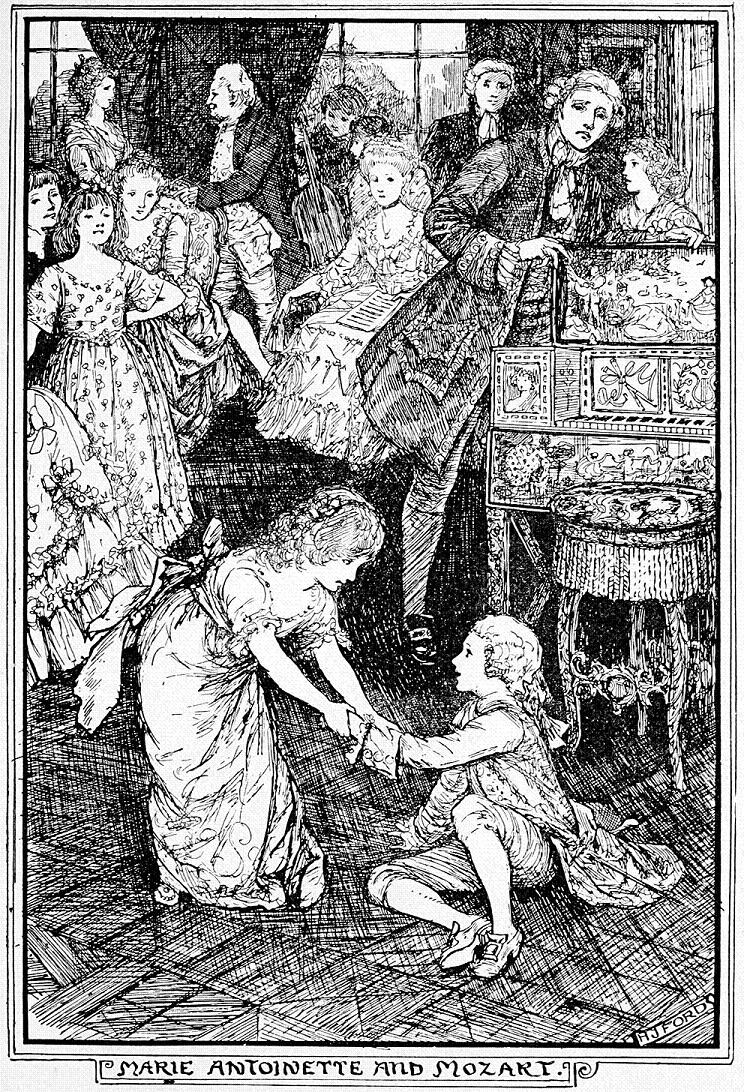
Marie Antoinette and Mozart, in The Book of Princes and Princesses (1908).
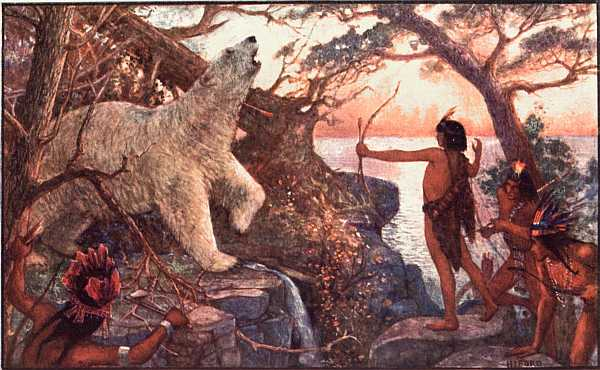
Indians, in The Strange Story Book (1913).
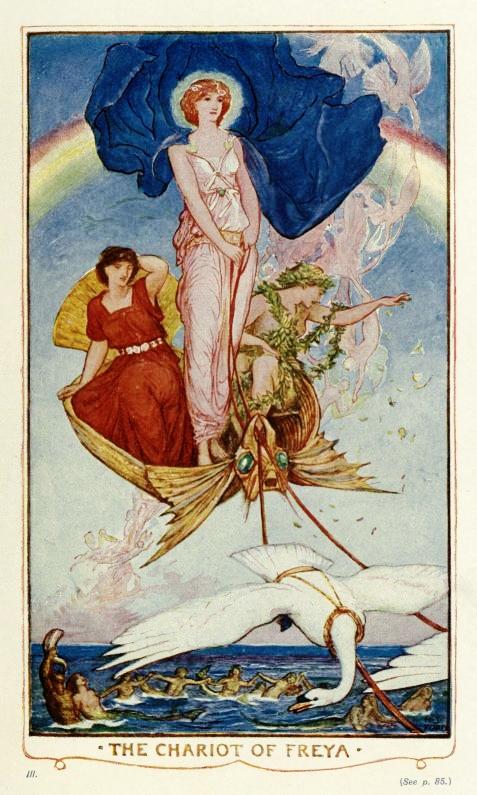
The Chariot of Freya, in Tales of Romance (1919).
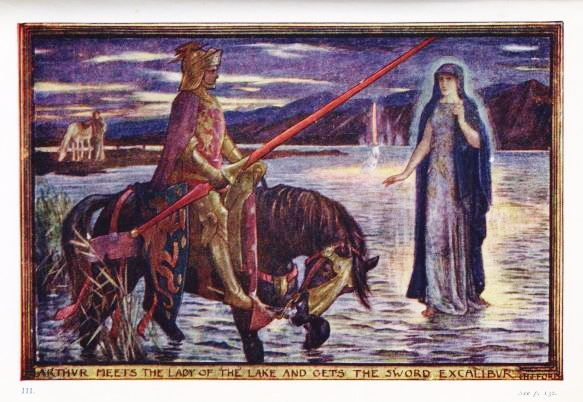
Arthur meets the Lady of the Lake and gets the Sword Excalibur, in Tales of Romance (1919).